# Gheorghe Vladutescu
 (décembre 2020).
Gheorghe Vlăduțescu, né le 8 septembre 1937 à Târgu Cărbunești, est un philosophe roumain, professeur de philosophie à la Faculté de philosophie de l'université de Bucarest (depuis 1990),, membre titulaire (depuis 1999) de l'Académie roumaine ,,,,, membre (depuis 2000) de l'Académie des Sciences de Paris,,,,.

## Biographie
Gheorghe Vlăduțescu est né le 8 septembre 1937 à Târgu Cărbunești. Il est diplômé de la Faculté de philosophie de l'université de Bucarest en 1962. En 1971, il obtient le titre scientifique de docteur en philosophie avec la thèse Aristotélicienne Induction.
Depuis 1990, il enseigne à l'université, étant élu chef du département d'histoire de la philosophie et de philosophie de la culture. La même année, il devient directeur de doctorat. Il a enseigné la philosophie grecque en tant que professeur titulaire. Il a été professeur invité au Centre d'étude de la philosophie grecque Léon-Robin à la Sorbonne et a donné des conférences sur la philosophie grecque et médiévale dans le pays et à l'étranger  ,,,.
Du 6 juillet 1990 au 1er mars 1995, il occupe le poste de secrétaire d'État aux Cultes au sein du ministère de la Culture et des Cultes.
En 1995, il est élu membre correspondant de l'Académie roumaine et y est promu membre à part entière en 1999. Il occupe le poste de vice-président de l'Académie roumaine entre 2002-2006. Il est membre de l'Association internationale pour la protection de la liberté de religion du Conseil européen et de l'UNESCO.
Il est membre fondateur du Centre d'études sur l'imaginaire et la rationalité à Craiova, ainsi que membre de la Société des études classiques de Bucarest. 
Gheorghe Vladutescu reçoit le titre de Docteur Honoris Causa de plusieurs universités ,,,.
Il est décoré en 2002 de l'ordre de l'étoile de la Roumanie au rang de chevalier ,,.